# Ямхилл (округ)
Округ Ямхилл (англ. Yamhill County) располагается в штате Орегон, США. Официально образован 5 июля 1843 года. По состоянию на 2010 год, численность населения составляла 99 193 человек.

## География
По данным Бюро переписи США, общая площадь округа равняется 1859,622 км2, из которых 1854,442 км2 — суша, и 7,252 км2, или 0,380 % — это водоемы.

## Население
По данным переписи населения 2000 года в округе проживает 84 992 жителя в составе 28 732 домашних хозяйств и 21 376 семей. Плотность населения составляет 46,00 человек на км2. На территории округа насчитывается 30 270 жилых строений, при плотности застройки около 16,00-ти строений на км2. Расовый состав населения: белые — 88,98 %, афроамериканцы — 1,47 %, коренные американцы (индейцы) — 1,07 %, азиаты — 0,85 %, гавайцы — 0,12 %, представители других рас — 5,08 %, представители двух или более рас — 2,42 %. Испаноязычные составляли 10,61 % населения независимо от расы.
В составе 37,40 % из общего числа домашних хозяйств проживают дети в возрасте до 18 лет, 60,00 % домашних хозяйств представляют собой супружеские пары, проживающие вместе, 9,90 % домашних хозяйств представляют собой одиноких женщин без супруга, 25,60 % домашних хозяйств не имеют отношения к семьям, 19,70 % домашних хозяйств состоят из одного человека, 8,40 % домашних хозяйств состоят из престарелых (65 лет и старше), проживающих в одиночестве. Средний размер домашнего хозяйства составляет 2,78 человека, и средний размер семьи 3,17 человека.
Возрастной состав округа: 26,90 % моложе 18 лет, 11,40 % от 18 до 24, 28,50 % от 25 до 44, 21,40 % от 45 до 64 и 21,40 % от 65 и старше. Средний возраст жителя округа 34 лет. На каждые 100 женщин приходится 102,20 мужчин. На каждые 100 женщин старше 18 лет приходится 101,30 мужчин.
Средний доход на домохозяйство в округе составлял 52 485 USD, на семью — 61 524 USD. Среднестатистический заработок мужчины был 35 686 USD против 25 254 USD для женщины. Доход на душу населения составлял 18 951 USD. Около 6,00 % семей и 9,20 % общего населения находились ниже черты бедности, в том числе — 10,10 % молодежи (тех, кому ещё не исполнилось 18 лет) и 7,50 % тех, кому было уже больше 65 лет.